# 火花点火制御圧縮着火
火花点火制御圧縮着火（ひばなてんかせいぎょあっしゅくちゃっか、英語: Spark Controlled Compression Ignition、略称: SPCCI）または火花点火圧縮着火は、自動車用エンジンの着火方式の一つである。マツダが開発に取り組んできた。

## 概要
マツダは予混合圧縮着火（HCCI）の実現に取り組んできたが、ガソリン混合気による圧縮着火の制御と混合気の希薄化による不完全燃焼の発生という問題が解決できずにいた（予混合圧縮着火#課題）。この問題への解決策として開発されたのがSPCCIである。
具体的には、燃料比率を下げた混合気を高圧縮し、上死点付近のタイミングでガソリンを追加噴射するとともにスパークプラグにより点火させて火炎球を作り出して燃焼室内の圧力をさらに高めることで混合気全体を圧縮着火させ、これにより幅広い領域で圧縮着火による燃焼制御を可能とするというものである。
SPCCIにより空燃比2以上の「超希薄混合気」を自着火で燃やす技術を開発したことで、リーンバーンエンジンの排気ガス後処理装置に用いられるような高価な尿素SCRシステム（選択触媒還元）を使わず通常の三元触媒で窒素酸化物 (NOx) の排出量を抑えることを可能とし、環境性能を保ちつつ将来的なコスト低減につなげることを狙いとした。